# Dighinala
Dighinala är ett underdistrikt i Bangladesh. Det ligger i den östra delen av landet, 180 km öster om huvudstaden Dhaka.
I omgivningarna runt Dighinala växer huvudsakligen savannskog. Runt Dighinala är det ganska tätbefolkat, med 120 invånare per kvadratkilometer.